# Porricondyla tenuisecta
Porricondyla tenuisecta är en tvåvingeart som beskrevs av Fedotova och Vasily S. Sidorenko 2005. Porricondyla tenuisecta ingår i släktet Porricondyla och familjen gallmyggor. Inga underarter finns listade i Catalogue of Life.